# North Logan
North Logan es una ciudad del condado de Cache, estado de Utah, Estados Unidos. Según el censo de 2000 la población era de 6.163 habitantes. Se estima que en 2004 la población se había incrementado hasta los 6.692 habitantes. Está incluida en el área metropolitana de Logan-Idaho (parcial).

## Geografía
North Logan se encuentra en las coordenadas 41°46′28″N 111°48′57″O / 41.77444, -111.81583.
Según la oficina del censo de Estados Unidos, la ciudad tiene una superficie total de 17,9 km². De los cuales 17,9 km² son tierra y 0,14% están cubiertos de agua.
- Datos: Q482954
- Multimedia: North Logan, Utah / Q482954